# هنري مارتين
هنري مارتين (بالإسبانية: Henry Martín)‏ (18 نوفمبر 1992 بماردة في المكسيك - ) هو لاعب كرة قدم مكسيكي في مركز الهجوم. شارك مع منتخب المكسيك لكرة القدم. أما مع النوادي، فقد لعب مع نادي تيخوانا وVenados F.C. ‏.

## وصلات خارجية
- هنري مارتين على موقع قاعدة بيانات كرة القدم.إي يو (الإنجليزية)
- هنري مارتين على موقع ليكيب (الفرنسية)
- هنري مارتين على موقع ناشيونال فوتبول تيمز (الإنجليزية)
- هنري مارتين على موقع Soccerway.com (الإنجليزية)
- هنري مارتين على موقع عالم كرة القدم.نت (الإنجليزية)
- هنري مارتين على موقع أوليمبيديا (الإنجليزية)
- هنري مارتين على موقع AS.com (الإسبانية)